# Alfred Kuen
Pour les articles homonymes, voir Kuen.
Alfred Kuen, né le 31 août 1921 à Strasbourg, ville où il est mort le 6 avril 2018, est un théologien évangélique, écrivain et professeur français.

## Biographie
Kuen est né le 31 août 1921 à Strasbourg .
Entre 1939 et 1945, lors de la Seconde Guerre mondiale en Alsace, il est plusieurs fois enrôlé, parfois par l’Allemagne, parfois par la France, en fonction de l’avancée des combats. 
Dans un camp de travail, il rencontre de jeunes chrétiens. Ensemble ils prient et lisent la Bible, d’abord pour se donner du courage. Mais ce qu’ils y découvrent leur donne soif d’apprendre et de la lire plus.
Kuen est à plusieurs reprises en danger de mort, particulièrement lorsqu’il est envoyé au front. Il en sort à chaque fois indemne et croit que c’est miraculeusement, que Dieu le préserve.

### Carrière
Après la guerre, Kuen retrouve ses amis de captivité. À Strasbourg, il fonde avec eux l’église évangélique La Bonne Nouvelle.
Il a écrit plus de 90 livres, dont Encyclopédies des difficultés bibliques, en 8 volumes, et Parole Vivante, qui retranscrit le Nouveau Testament dans un vocabulaire accessible à chacun,. Secondé par d’autres professeurs, il initie et coordonne la traduction de La Bible du Semeur et de la Bible d’étude du Semeur. 
Après sa retraite, prise à l’âge de 55 ans, Alfred Kuen est directeur de l’Association d’Accréditation Européenne des Écoles Bibliques. Il devient d’autre part directeur des éditions Emmaüs et professeur à l’Institut biblique du même nom, à Vevey, en Suisse, jusqu'à l'âge de 94 ans .

## Ouvrages
Liste non exhaustive :
- Comment interpréter la Bible, Éditions Emmaüs, 1991 (ISBN 2828700429)
- Le culte dans la Bible et dans l'histoire, Éditions Emmaüs, 1993
- Comment étudier la Bible, BLF Europe, 2001
- La femme dans l'Église, Éditions Emmaüs, 2004
- Le labyrinthe des origines, Éditions Emmaüs, 2005
- Encyclopédie des difficultés bibliques, Éditions Emmaüs, 2006
- Parole vivante (Transcription dynamique du Nouveau Testament), BLF Europe, 2007
- L'art de prier selon les Psaumes, Éditions Excelsis, 2011
- 450 promesses de la Bible, Éditions Excelsis, 2011